# Tahiti (banda)
Tahiti (em coreano:  타히티; muitas vezes estilizado como TAHITI), foi um grupo feminino sul-coreano formado pela Jline Entertainment em 2012. O grupo estreou em 23 de julho de 2012 com o single "Tonight". O nome do seu fandom é Black Pearl. Seu disband foi anunciado em 25 de julho de 2018.

## História

### Pré Estreia, Transmissão deTa-Dah! It's TAHITIe saída de Ari e Sarah
A SBS-MTV exibiu um programa sobre a estreia do grupo chamado “Ta-Dah! It's TAHITI”. Que foi transmitido na Coréia, China, Japão, Taiwan, Malásia, Filipinas, Indonésia e Cingapura, no qual os membros originais, Ari, Jisoo, Jungbin, Minjae, Sarah (Hanhee) e Ej, participariam. Este programa documentou as dificuldades do grupo e suas conquistas ao longo de sua jornada pré-estréia, de forma divertida utilizando o conceito de cada membro representando "uma força ou um animal". Terminado o programa, a agência do grupo anunciou a saída de Ari e Sarah, por motivos pessoais.

### 2012: Debut, Mudança na formação,Hasta LuegoePretty Face
Em 23 de julho de 2012, Tahiti lançou seu single de estreia "Tonight". As promoções para o single se iniciaram em 25 de julho de 2012 no Show Champion.
Em outubro, Tahiti divulgou vídeos teasers e imagens de seu próximo single "Hasta Luego", que revelou que Yeeun, Dasom e EJ não estariam mais no grupo. Os três membros foram substituídos por Jinhee, Miso e Ari, que haviam deixado o grupo antes da estreia.
Em 31 de outubro de 2012, o grupo lançou "Hasta Luego", que foi seguido pelo lançamento de "Pretty Face" em 2 de dezembro.

### 2013: Promoções no exterior eFive Beats of Hearts
Em 19 de janeiro de 2013, Tahiti se apresentou no SM Mall of Asia Open Grounds nas Filipinas, onde se apresentaram com Girls' Generation, EXO, U-Kiss, Infinite e Tasty. O concerto marcou a primeira vez que o grupo se apresentou no exterior. Tahiti também apareceu no show Philippine Late night show Gandang Gabi Vice como convidado. Eles também apareceram no show de TV filipino It's Showtime.
Em 11 de marco de 2013, Tahiti lançou uma faixa OST "Don't Know, Don't Know" para o drama de televisão sul coreano "You're the Beast, Lee Soon-shin", onde o grupo também fez aparição.
Em 23 de julho de 2013, Tahiti comemorou seu aniversário de um ano lançando um single. O grupo lançou seu primeiro mini-album "Five Beasts of Hearts", acompanhado do vídeo musical "Love Sick", em 25 de julho de 2013. Foi anunciado que Jinhee não participaria das promoções do single, porque o conceito da nova música não era adequado para ela, já que ela era menor de idade na época.

### 2014: Mudanças na formação eOppa, You're Mine
A Dream Star Entertainment anunciou em 4 de junho de 2014 que Jungbin não participaria das próximas promoções do Tahiti devido a problemas de saúde. A empresa não confirmou se sua ausência será temporária ou permanente.
Em 10 de junho de 2014, Tahiti anunciou o lançamento de seu terceiro single "Oppa, You're Mine" através de um vídeo teaser. O teaser apresentou um novo membro do grupo, Jerry. O vídeo da música foi lançado no dia seguinte.

### 2015: Fall Into Temptation, Debut Japonês eSkip
Em 4 de janeiro de 2015, Tahiti anunciou o lançamento do segundo mini-álbum "Fall Into Temptation" através de um teaser. Novamente Jungbin e Jin não participaram do retorno do grupo, e seus Twitters oficiais não foram atualizados em meses, assim pode-se presumir com segurança que elas deixariam o grupo. Em 12 de março, Tahiti lançou seu primeiro mini-álbum no Japão. Em 8 de novembro de 2015, Tahiti teve seu retorno com um conceito bonito em seu quarto single "Skip".

### 2016 - 2018: Retorno com seu quintosingle I Want to know your Mind
Em 23 de maio de 2016, Tahiti lançou seu 5º single "I Want To Know Your Mind" e seu MV no mesmo dia. Durante suas promoções, eles conseguiram se classificar entre os 10 primeiros do MCountdown no número 10, sendo este o mais alto que uma música do Tahiti alcançou. Para este retorno novamente, Jungbin e Jinhee estavam ausentes novamente.

### 2017 - 2018: Recesso de Jisoo, saída de Jisoo e disband anunciado
Em 16 de março de 2017, a integrante Jisoo revelou ter sido diagnosticada com depressão e transtorno de pânico. Em 8 de dezembro do mesmo ano, Jisoo anunciou sua saída do grupo, para focar ainda mais em sua saúde.
Depois de várias reuniões da agência e com as integrantes, Tahiti anunciou oficialmente seu disband em 25 de julho de 2018, dois dias após elas completarem 6 anos de grupo. A agência do grupo anunciou a dissolução oficial do grupo, argumentando que o contrato das membros havia expirado e elas (incluindo Jungbin e Jinhee) decidiram não renová-lo e seguir caminhos separados.

### Ex-integrantes
- Jungbin (em coreano:  정빈), nascida Yoon Jungbin (em coreano:  윤정빈) em 2 de abril de 1990 (34 anos).
- EJ (em coreano:  이제이), nascida Heo Eunjung (em coreano:  허은정) em 20 de outubro de 1990 (34 anos).
- Keezy (em coreano:  키지), nascida Lee Dasom (em coreano:  이다솜) em 21 de dezembro de 1991 (33 anos).
- Yeeun (em coreano:  예은), nascida Shin Yeeun (em coreano:  신예은) em 25 de dezembro de 1992 (32 anos).
- Jinhee (em coreano:  진), nascida Cho Jinhee (em coreano:  조진희) em 9 de outubro de 1996 (28 anos).
- Jisoo (em coreano:  지수), nascida Shin Jisoo (em coreano:  신지수) em 28 de fevereiro de 1994 (31 anos).

- Miso (em coreano:  미소), nascida Park Miso (em coreano:  박미소 em 4 de abril de 1991 (33 anos).
- Minjae (em coreano:  민재), nascida Shin Minjae (em coreano:  신민재) em 13 de agosto de 1991 (33 anos).
- Jerry (em coreano:  제리), nascida Ahn Sohyun (em coreano:  안소현) em 27 de agosto de 1992 (32 anos).
- Ari (em coreano:  아리), nascida Kim Sunyoung (em coreano:  김선영) em 23 de outubro de 1994 (30 anos).

## Discografia

### EPs
| Título                                                                                       | Detalhes do álbum                                                                                          | Melhores posições nas paradas | Vendas       |
| Título                                                                                       | Detalhes do álbum                                                                                          | KOR                           | Vendas       |
| -------------------------------------------------------------------------------------------- | --- | ----------------------------- | ------------ |
| Five Beats of Hearts                                                                         | - Lançamento: 25 de julho de 2013 - Gravadora: Dream Star Entertainment - Formatos: CD, download digital   | 10                            | - KOR: 2.031 |
| Fall Into Temptation                                                                         | - Lançamento: 13 de janeiro de 2015 - Gravadora: Dream Star Entertainment - Formatos: CD, download digital | 9                             | - KOR: 792   |
| "—" indica lançamentos que não figuraram nas paradas ou que não foram lançados nessa região. | |                               |              |

### Singles
| 2012                                                                                         | "Tonight"           | 102 | —  | Five Beats of Hearts |
| 2012                                                                                         | "Hasta Luego"       | 198 | —  | Five Beats of Hearts |
| 2013                                                                                         | "Love Sick"         | 70  | 56 | Five Beats of Hearts |
| 2014                                                                                         | "Oppa, You're Mine" | 110 | —  | Fall Into Temptation |
| 2015                                                                                         | "Phone Number"      | 30  | 18 | Fall Into Temptation |
| "—" indica lançamentos que não figuraram nas paradas ou que não foram lançados nessa região. |                     |     |    |                      |